# 1954 год в истории метрополитена
В этой статье перечисляются основные  события из истории метрополитенов в 1954 году. Полужирным шрифтом выделены открытия новых транспортных систем.

## События
- 14 марта — с открытием станций «Краснопресненская» и «Киевская» замкнута Кольцевая линия Московского метрополитена. В Москве 40 станций.[1]
- 30 марта — открыт метрополитен Торонто[2].
- 1 апреля — открыто электродепо «Красная Пресня» Московского метрополитена.
- 24 сентября — на Арбатско-Покровской линии Московского метрополитена открыта временная станция «Первомайская»[3].